# Alfred Starosson
Alfred Starosson (* 26. November 1898 in Rostock; † 7. August 1957 ebenda) war ein deutscher Politiker und Wirtschaftsfunktionär (SED). Er war von 1946 bis 1950 Minister für Handel und Versorgung im Land Mecklenburg.

## Leben
Starossons Vater war Franz Starosson, 1918/19 SPD-Staatsminister für Verkehr unter Ministerpräsident Hugo Wendorff in Mecklenburg-Schwerin.
Nach der Mittelschule machte Starosson eine Schriftsetzerlehre. Ab 1913 Mitglied der Sozialistischen Arbeiterjugend (SAJ) in Rostock trat er 1916 in die Sozialdemokratische Partei Deutschlands (SPD) ein. Nach Kriegsdienst im Ersten Weltkrieg war er von 1924 bis 1933 Vorstandsmitglied der SPD und Stadtverordneter sowie vier Jahre Gausekretär des Reichsbanners Rostock. Unter dem Naziregime stand Starosson 1933 bis 1945 unter Polizeiaufsicht und wurde zweimal verhaftet. Von 1934 bis 1945 betrieb er ein Tabakwarengeschäft. Im Zweiten Weltkrieg leistete er während des Frankreichfeldzugs erneut Kriegsdienst und wurde nach der Entlassung in der Maschinenfabrik Meinke dienstverpflichtet.
Ab 1945 wurde er Betriebsvertrauensmann bei der Maschinenfabrik Meinke und erster SPD-Ortsvorsitzender in Rostock. Nach der Gründung der SED fungierte er als deren Kreisvorsitzender und war Mitglied des SED-Landesvorstands sowie des Landtags. Vom 9. Dezember 1946 bis 18. November 1950 war er Minister für Handel und Versorgung des Landes Mecklenburg im Kabinett Höcker I. Sein Nachfolger im November 1950 wurde Günther Ludwig. Von 1950 bis 1952 war Starosson Präsident und von 1952 bis 1956 Bezirksdirektor der IHK Schwerin.
Laut Albert Schulz war Starosson ein Gegner der Zwangsvereinigung von SPD und KPD zur SED.